# Xanthia incolorata
Xanthia incolorata là một loài bướm đêm trong họ Noctuidae.